# 미하라 아사오
미하라 아사오(일본어: 三原 朝雄, 1909년 8월 20일~2001년 3월 7일)는 8선 중의원 의원을 지낸 일본의 정치인이다.

## 생애
1909년 8월 20일에 지금의 후쿠오카현 온가군 온가정의 가난한 농가에서 태어났다. 1927년에 구제 도치쿠 중학교를 졸업한 뒤 상경해 메이지 대학 전문부 법과에 입학했다. 재학 중에 애국학생연맹을 조직해 학생 운동에 참여했으며 한편으로 당대의 저명 인사들을 찾아가 가르침을 구했다. 이 때부터 미하라는 가난으로부터의 해방을 평생의 정치 이념으로 삼았으며 이를 공유하는 학생 운동 관계자, 2·26 사건에 참여한 청년 장교들, 우익 인사들과 오랫동안 교류했다.
1932년에 대학을 졸업한 뒤 만주국 신징에 건너가 대동학원에서 수학했다. 다음 해에 만주국 관리가 되어 참사관, 부현장, 성 사무장 등을 역임했다. 1944년에 소집을 받아 육군 구루메 제12사단에 입대해 중국 전선에 배치됐다. 그러다가 1945년에 대본영으로 발령받아 패전 이후의 처리를 연구하다가 종전을 맞이했다.
1950년에 후쿠오카현의회 의원이 되었다. 이후 중앙 정계 진출을 희망했지만 1952년과 1953년 총선 모두 다 낙선으로 끝났다. 그러다 5선 현의원을 지낸 뒤 1963년 총선에 출마해 당선되면서 국회의원이 되었다. 소속 정당은 자유민주당이었으며 오노 반보쿠의 파벌에 들어갔다. 오노가 죽자 파벌에 분열했는데 미하라는 무라카미 이사무-미즈타 미키오의 파벌에 속했다.
1974년 11월에 출범한 제2차 다나카 가쿠에이 내각 (제2차 개각)에 문부상으로 입각했지만 다나카 가쿠에이가 총리대신에서 물러나자 한 달 만에 퇴임해야 했다. 1976년 12월 후쿠다 다케오 내각이 발족하자 방위청 장관으로 입각해 11개월간 재임하면서 당시까지만 해도 비공식적으로 행해지던 유사 법제의 연구를 공식적으로 개시했다.
1976년에 미즈타가 사망하고 다음 해에는 파벌도 해산하자 무파벌이 되었다. 이후 미하라는 정계를 은퇴할 때까지 공식적으론 무파벌로 남았지만 실제론 다나카파와 긴밀한 관계를 유지했다. 이 인연으로 미하라의 지지 기반을 물려받은 차남 미하라 아사히코는 정치인이 된 뒤 다나카의 파벌을 계승한 다케시타 노보루의 파벌에 참여했다.
방위청 장관에서 물러난 이후 자민당 국회대책위원장을 지냈다. 국대위원장 임기를 끝낸 뒤인 1978년 12월에는 제1차 오히라 내각에 총리부 총무장관 겸 오키나와 개발청 장관으로 입각해 11개월을 재임했다. 총무장관으로 있을 때 그때까지 아무도 손대지 않고 있던 원호 문제를 들고 나와 「원호법」 제정에 관여했다.
1986년에 정계를 은퇴했으며 2001년에 다발성 장기 부전으로 후쿠오카현 유쿠하시시의 한 병원에서 사망했다. 향년 91세. 사후에 정3위에 추서됐다.

## 역대 선거 기록
|  | 0% |

|  | 0% |

|  | 7.4% |

|  | 7.1% |

|  | 0% |

|  | 0% |

|  | 0% |

|  | 16.1% |

|  | 13.98% |

|  | 16.42% |

|  | 16.64% |

|  | 15.56% |

|  | 19.87% |

|  | 16.61% |

|  | 16.68% |

## 참고 문헌
- 三原朝雄 『わが激動の八十八年』三原朝雄先生顕彰会、西日本新聞社製作、1996年11月。私家版
- 北澤和郎 「数十秒の記憶」『心に残るとっておきの話 〈第1集〉』潮文社、1993年12月。ISBN 978-4-8063-1264-2
- 明治大学史資料センター 『明治大学小史―人物編』 学文社、2011年。ISBN 978-4-7620-2217-3

| 전임 오쿠노 세이스케 | 제96대 문부대신 1974년 11월 11일~1974년 12월 9일 | 후임 나가이 미치오 |

| 전임 사카타 미치타 | 제34대 방위청 장관 1976년 12월 24일~1977년 11월 28일 | 후임 가네마루 신 |

| 전임 이나무라 사콘시로 | 제9대 오키나와 개발청 장관 1978년 12월 7일~1979년 11월 9일 | 후임 오부치 게이조 |